# تمرکز / فرشته نیستم
«تمرکز» و «فرشته نیستم» (به انگلیسی: Focus / No Angel) ترانه‌های ضبط شده از خوانندهٔ انگلیسی چارلی ایکس‌سی‌ایکس هستند که در ۲۸ ژوئن سال ۲۰۱۸ از سوی اسایلم رکوردز و آتلانتیک رکوردز انگلیس به‌عنوان دومین تک‌آهنگ از انتشارات ماهانه منتشر شدند. هردوی این ترانه‌ها قبل از انتشار به‌طور زنده اجرا شده بوده‌اند.